# 川陕革命根据地
川陕革命根据地，又称川陕苏区，是中国工农红军第四方面军在四川、陕西交界地区创建的革命根据地。
通南巴是革命根据地首府。1932年12月，红四方面军进入四川，至1933年2月，先后建立赤北、赤江、红江、巴中、南江等七个县级政权。旷继勋担任川陕省临时革命委员会主席。2月7日，在通江县召开川陕省第一次党代表大会，选出袁克服、曾中生、吴永康、郑义斋、傅鍾等三十七人组成中共川陕省委，袁克服为第一任书记。2月中旬，在通江县召开川陕省第一次工农兵代表大会，成立川陕省苏维埃政府，主席熊国炳，标志川陕革命根据地正式诞生。其后，进入鼎盛时期，共攻占通江、南江、巴中、仪陇、营山、宣汉、达县、万源八座县城，总人口约120万人。
1935年3月底，按中共中央政治局及中革军委指令，红四方面军主力撤出川陕革命根据地。

## 纪念
- 川陕革命根据地博物馆，位于四川省巴中市巴州区。
- 川陕革命根据地纪念馆，原称川陕革命根据地南郑纪念馆，位于陕西省汉中市南郑县。